# Lake Somerset
Der Lake Somerset ist ein Stausee im Südosten des australischen Bundesstaates Queensland. An der Somerset-Talsperre wird der Stanley River aufgestaut. Die Staumauer wurde 1953 fertiggestellt und dient dem Schutz vor Sturzfluten und als Wasserspeicher für die Städte Brisbane und Ipswich. Auch ein kleines Kraftwerk mit 4 MW Leistung wird mit dem Wasser betrieben.

## Auslegung und Betrieb
Der Stausee hat ein Stauvolumen von 904 Mio. m³ bei Vollstau. Unter normalen Umständen sind davon 380 Mio. m³ für die Trinkwasserversorgung reserviert, aber der Stausee kann zeitweise weitere 524 Mio. m³ Wasser aus Sturzfluten aufnehmen. Die Schwerkraftstaumauer ist 305 m lang und enthält 203.000 m³ Beton.
Der Stausee wird von SEQ Water betrieben. Ein Füllgrad von 90 % ist ideal, um die Verdunstung gering zu halten. Bei Überfüllung wird Wasser in den tiefer liegenden Lake Wivenhoe abgelassen, um dem Wasserstand im Lake Somerset konstant zu halten.

## Bau

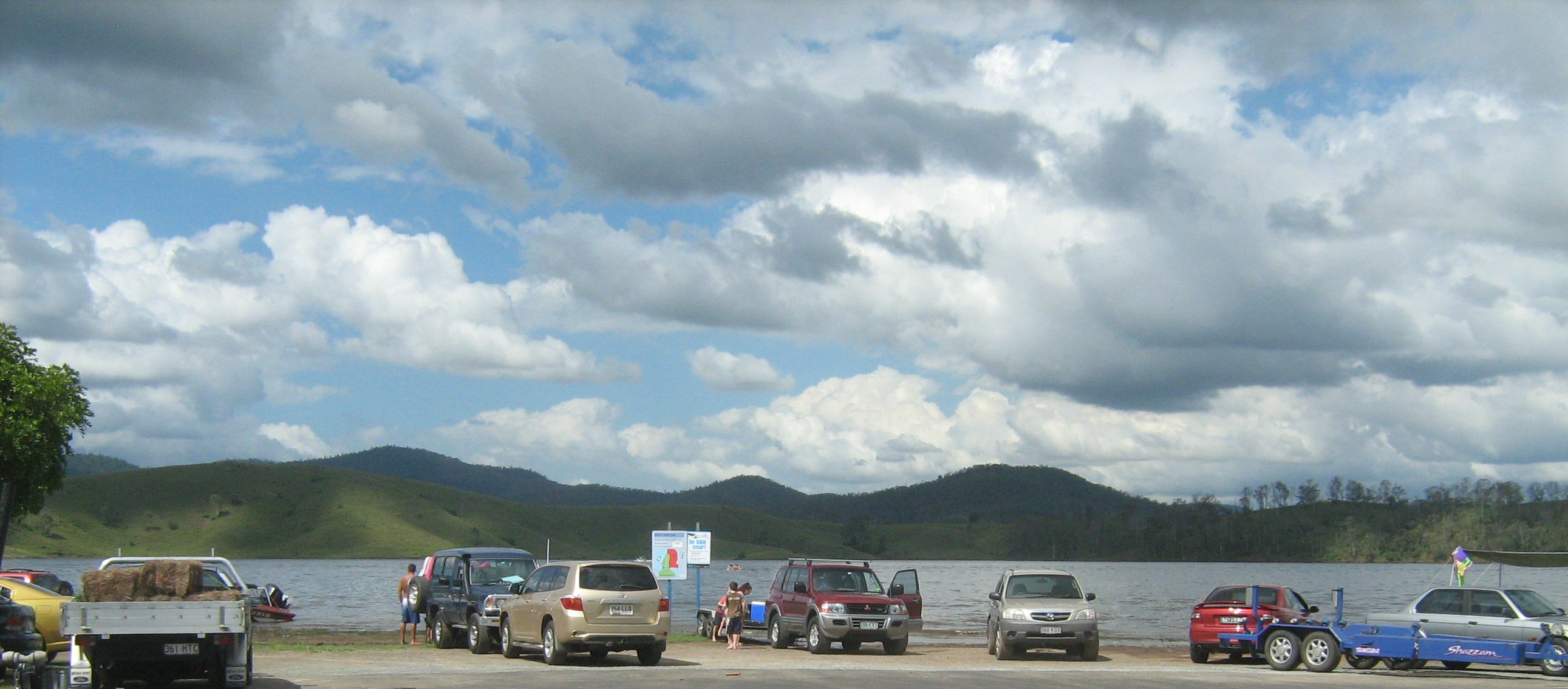
Parkplatz am Lake Somerset

Erstmals wurde das untere Tal des Stanley River als Standort für einen Stausee von Henry Somerset, dem Eigentümer der Siedlung Caboonah, nach der großen Flut in Brisbane 1893 vorgeschlagen, die bei allen Anwohnern des Brisbane River große Schäden hinterließ. Eine Untersuchungskommission empfahl dann 1928 die Stanley-Klamm für den Bau der Staumauer, aber erst 1933 akzeptierte Forgan Smith, der damalige Gouverneur von Queensland das Projekt als gute Möglichkeit der Arbeitsbeschaffung für Leute, die in der Weltwirtschaftskrise ihre Arbeitsstellen verloren hatten.
Der Bau wurde 1935 begonnen. Es mussten Hütten und andere Einrichtungen für die Arbeiter gebaut werden, sodass man 1.000 Bauarbeiter und ihre Familien in die Gegend locken konnte. 1942, als die Staumauer fast fertig war, wurden die Arbeiter als Soldaten im Zweiten Weltkrieg benötigt. Erst 1948 konnten die Arbeiten an der Staumauer fortgesetzt werden. 1953 waren die Bauarbeiten endgültig beendet und der Damm wurde in Betrieb genommen. Aber erst 1958 wurde er offiziell nach Henry Somerset benannt und im Jahr darauf wurden auch die Restarbeiten, z. B. am Kraftwerk, abgeschlossen.

## Freizeiteinrichtungen

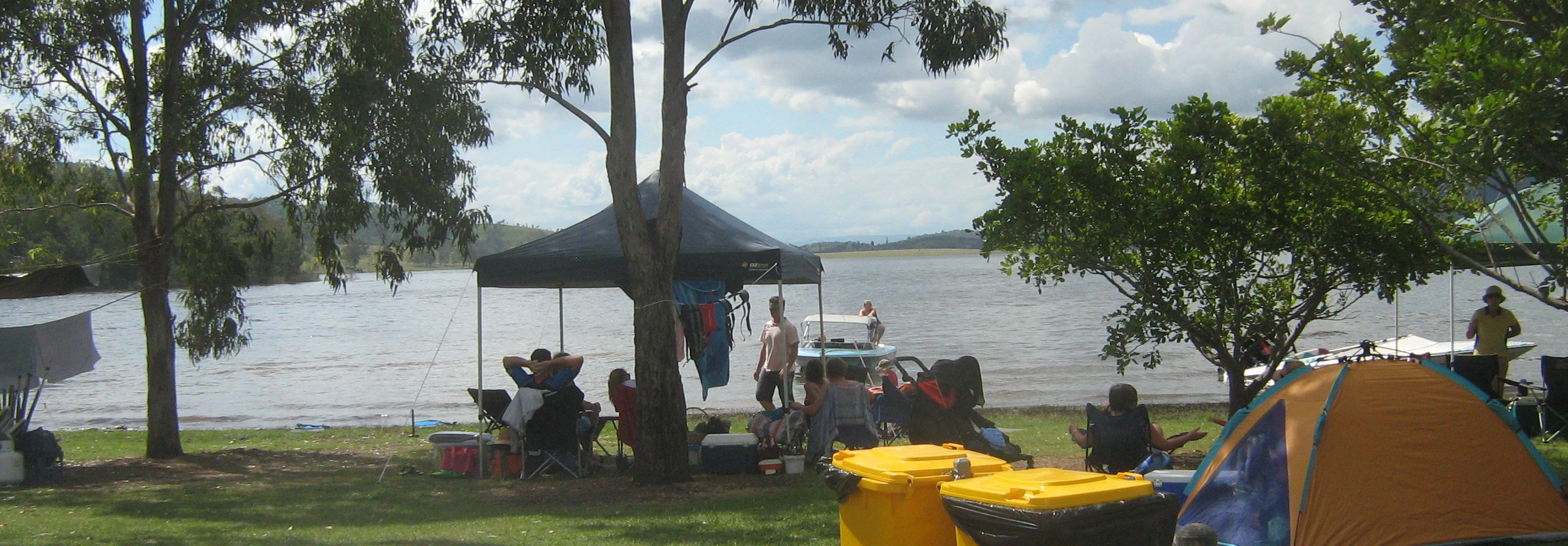
Zeltplatz am Lake Somerset

Es gibt zwei Zufahrtsmöglichkeiten zum Lake Somerset, Kirkleigh und The Spit. An beiden Stellen findet man breite, betonierte Slipways für Boote und auch Einrichtungen für Tagesausflügler. Zelten und Abstellen von Wohnmobilen sind in Kirkleigh und unterhalb der Staumauer im Somerset Park in der Kleinstadt Somerset gestattet. An guten Tagen können beide Campingplätze (in Kirkleigh: 2.200 Stellplätze und im Somerset Park 800 Stellplätze) voll sein. Auf dem Stausee gibt es 30 km befahrbare Wasserwege, man benötigt aber eine Erlaubnis, wenn man ein Motorboot auf dem See steuern will.

## Sportfischerei
Der Stausee gilt als gutes Fischwasser, eines der fünf besten in Queensland. Man findet Dorschbarsche, Tigerfische, den Australischen Süßwasserhering (Nematalosa erebi, bony bream), den Tauwels (eel-tailed catfish), Australische Lungenfische und Leichhardts Knochenzüngler. Zum Fischen benötigt man eine spezielle Erlaubnis (Stocked Impoundment Permit).

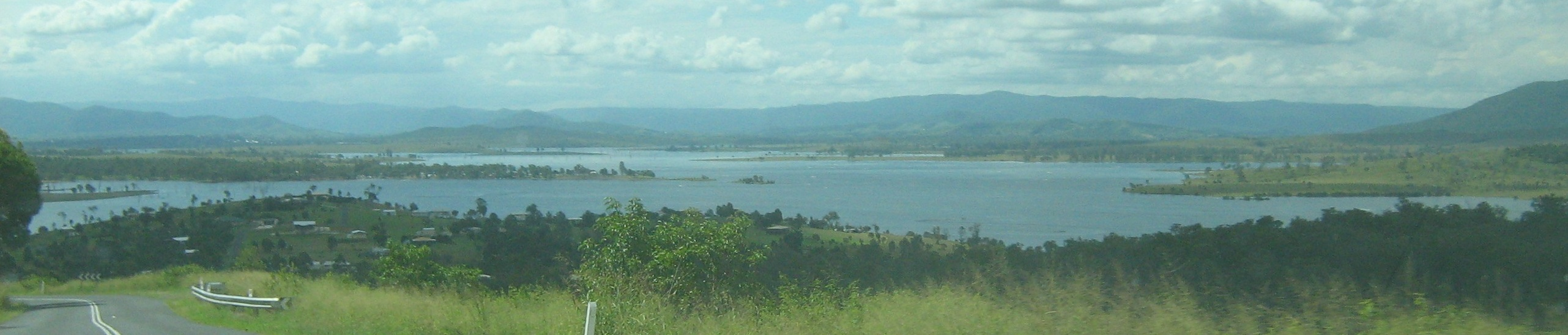
Blick auf den Lake Somerset